# Giro di Lombardia 1972
Il Giro di Lombardia 1972, sessantaseiesima edizione della corsa, fu disputata il 7 ottobre 1972, su un percorso totale di 266 km. Fu vinta dal belga Eddy Merckx, giunto al traguardo con il tempo di 6h47'54" alla media di 39,127 km/h, precedendo il francese Cyrille Guimard e l'italiano Felice Gimondi.
Presero il via da Milano 158 ciclisti e 17 di essi portarono a termine la gara.

## Ordine d'arrivo (Top 10)
| Pos. | Corridore         | Squadra    | Tempo   |
| ---- | ----------------- | ---------- | ------- |
| 1    | Eddy Merckx       | Molteni    | 6h47'54 |
| 2    | Cyrille Guimard   | Gan        | a 1'27" |
| 3    | Felice Gimondi    | Salvarani  | s.t.    |
| 4    | Frans Verbeeck    | Watney     | s.t.    |
| 5    | Antoon Houbrechts | Salvarani  | s.t.    |
| 6    | Joop Zoetemelk    | Flandria   | s.t.    |
| 7    | Raymond Delisle   | Peugeot    | a 1'30" |
| 8    | Willy De Geest    | Van Cauter | a 1'39" |
| 9    | Franco Bitossi    | Filotex    | s.t.    |
| 10   | Michele Dancelli  | Scic       | s.t.    |